# Walnut Hill (Tennessee)
Walnut Hill es un lugar designado por el censo ubicado en el condado de Sullivan en el estado estadounidense de Tennessee. En el Censo de 2010 tenía una población de 2.394 habitantes y una densidad poblacional de 216,17 personas por km².

## Geografía
Walnut Hill se encuentra ubicado en las coordenadas 36°34′2″N 82°15′56″O / 36.56722, -82.26556. Según la Oficina del Censo de los Estados Unidos, Walnut Hill tiene una superficie total de 11.07 km², de la cual 11.07 km² corresponden a tierra firme y (0%) 0 km² es agua.

## Demografía
Según el censo de 2010, había 2.394 personas residiendo en Walnut Hill. La densidad de población era de 216,17 hab./km². De los 2.394 habitantes, Walnut Hill estaba compuesto por el 98.16% blancos, el 0.63% eran afroamericanos, el 0.25% eran amerindios, el 0.13% eran asiáticos, el 0% eran isleños del Pacífico, el 0.25% eran de otras razas y el 0.58% pertenecían a dos o más razas. Del total de la población el 0.84% eran hispanos o latinos de cualquier raza.